# Pyrenula duplicans
Pyrenula duplicans är en lavart som först beskrevs av William Nylander och som fick sitt nu gällande namn av Aptroot. 
Pyrenula duplicans ingår i släktet Pyrenula och familjen Pyrenulaceae. Inga underarter finns listade i Catalogue of Life.